# Voleibol de praia nos Jogos Olímpicos de Verão de 2016 - Feminino
O torneio feminino de voleibol de praia nos Jogos Olímpicos de Verão de 2016 foi realizado na Arena Copacabana, montada na praia de mesmo nome, entre 6 e 17 de agosto.
A dupla alemã Laura Ludwig e Kira Walkenhorst superou na final as brasileiras Ágatha Bednarczuk e Bárbara Seixas para conquistar o ouro, enquanto as estadunidenses April Ross e Kerri Walsh Jennings conquistaram o bronze face à outra dupla do Brasil, Talita Antunes e Larissa França.

## Formato

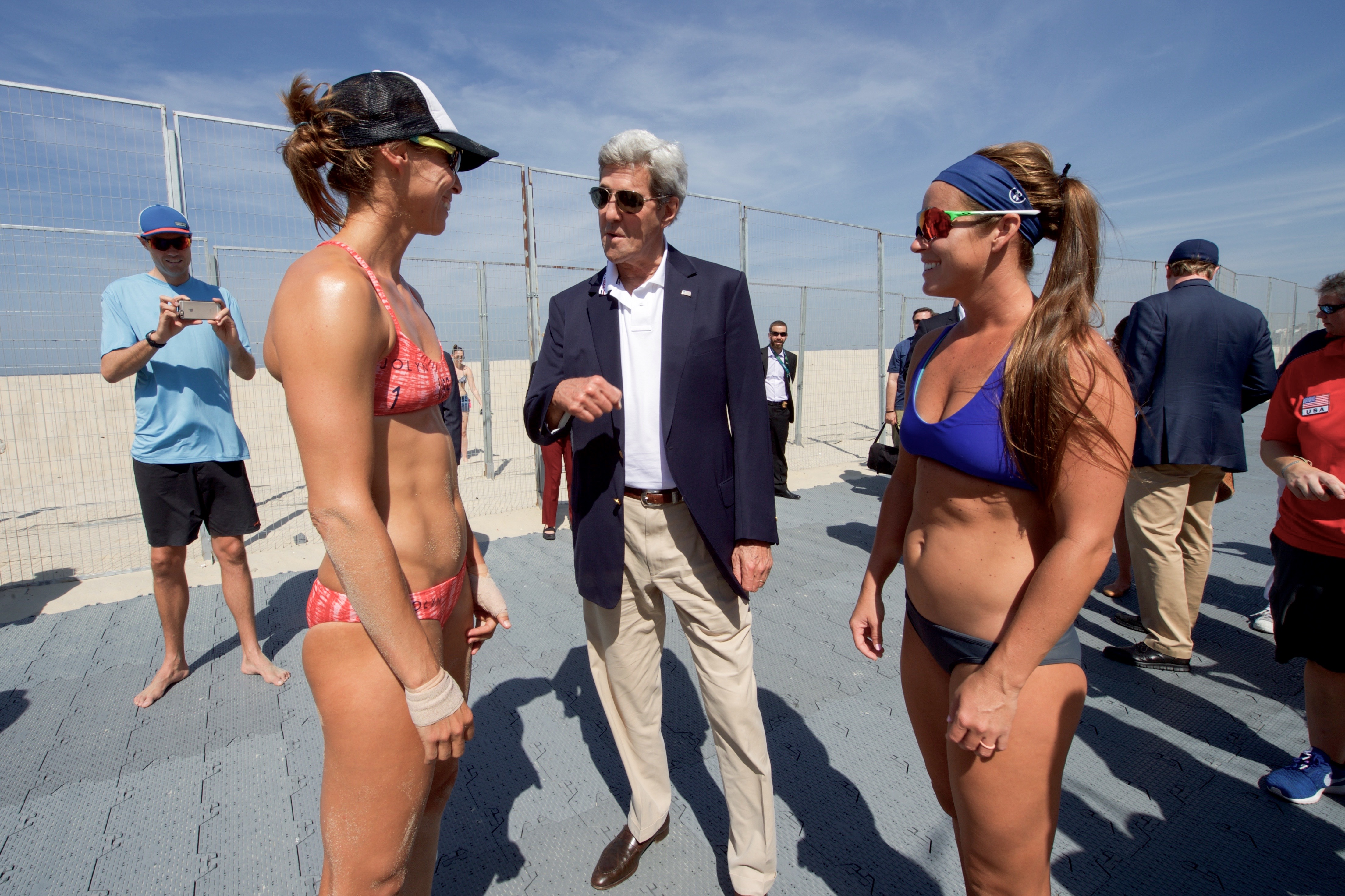
O político norte-americano John Kerry conversa com Lauren Fendrick e Brooke Sweat em Copacabana.

Vinte e quatro duplas participaram da competição, sendo que cada Comitê Olímpico Nacional poderia enviar um máximo de duas duplas. As duplas foram divididas em seis grupos de quatro equipes cada, com as duas primeiras de cada grupo avançando a fase final. As duas melhores duplas terceiro colocadas nos grupos também avançaram, e as quatro restantes disputaram uma fase extra de play-offs (lucky losers) para determinar mais dois classificados, totalizando as 16 duplas nas oitavas de final. A partir dessa etapa a competição foi realizada em eliminatória direta, com as quartas de final, semifinal e finais.

## Medalhistas
| Ouro   | GER Laura Ludwig e Kira Walkenhorst    |
| Prata  | BRA Ágatha Bednarczuk e Bárbara Seixas |
| Bronze | USA April Ross e Kerri Walsh Jennings  |

## Cabeças de chave
| Pos. | Dupla                                    | CON                 |
| ---- | ---------------------------------------- | ------------------- |
| 1    | Talita Antunes – Larissa França          | BRA Brasil          |
| 2    | Ágatha Bednarczuk – Bárbara Seixas       | BRA Brasil          |
| 3    | April Ross – Kerri Walsh Jennings        | USA Estados Unidos  |
| 4    | Laura Ludwig – Kira Walkenhorst          | GER Alemanha        |
| 5    | Heather Bansley – Sarah Pavan            | CAN Canadá          |
| 6    | Madelein Meppelink – Marleen van Iersel  | NED Países Baixos   |
| 7    | Louise Bawden – Taliqua Clancy           | AUS Austrália       |
| 8    | Karla Borger – Britta Büthe              | GER Alemanha        |
| 9    | Marta Menegatti – Laura Giombini         | ITA Itália          |
| 10   | Elsa Baquerizo – Liliana Fernández       | ESP Espanha         |
| 11   | Monika Brzostek – Kinga Kołosińska       | POL Polônia         |
| 12   | Isabelle Forrer – Anouk Vergé-Dépré      | SUI Suíça           |
| 13   | Jamie Broder – Kristina Valjas           | CAN Canadá          |
| 14   | Joana Heidrich – Nadine Zumkehr          | SUI Suíça           |
| 15   | Lauren Fendrick – Brooke Sweat           | USA Estados Unidos  |
| 16   | Ana Gallay – Georgina Klug               | ARG Argentina       |
| 17   | Wang Fan – Yue Yuan                      | CHN China           |
| 18   | Mariafe Artacho del Solar – Nicole Laird | AUS Austrália       |
| 19   | Doaa Elghobashy – Nada Meawad            | EGY Egito           |
| 20   | Jantine van der Vlist– Sophie van Gestel | NED Países Baixos   |
| 21   | Norisbeth Agudo – Olaya Pérez Pazo       | VEN Venezuela       |
| 22   | Nathalia Alfaro – Karen Cope             | CRC Costa Rica      |
| 23   | Barbora Hermannová – Markéta Sluková     | CZE República Checa |
| 24   | Ekaterina Birlova – Evgenia Ukolova      | RUS Rússia          |

## Fase de grupos
Na primeira fase, as duplas ficaram distribuídas em seis grupos com quatro duos cada. As duas primeiras duplas de cada grupo e as duas melhores terceiras seguiram diretamente às oitavas de final, enquanto as restantes disputaram os play-offs (lucky losers)..
Todas as partidas seguem o fuso horário local (UTC−3).
|  | Classificadas para as quartas de final         |
|  | Classificadas para os play-offs (lucky losers) |

### Grupo A
|     |                           |     | Jogos | Jogos | Jogos | Pontos | Pontos | Pontos | Sets | Sets | Sets  |
| Pos | Equipe                    | Pts | T     | V     | D     | V      | P      | R      | V    | P    | R     |
| --- | ------------------------- | --- | ----- | ----- | ----- | ------ | ------ | ------ | ---- | ---- | ----- |
| 1   | BRA Larissa – Talita      | 6   | 3     | 3     | 0     | 6      | 0      | MAX    | 126  | 84   | 1.500 |
| 2   | POL Brzostek – Kołosińska | 5   | 3     | 2     | 1     | 4      | 3      | 1.333  | 117  | 119  | 0.983 |
| 3   | RUS Birlova – Ukolova     | 4   | 3     | 1     | 2     | 2      | 5      | 0.400  | 126  | 141  | 0.894 |
| 4   | USA Fendrick – Sweat      | 3   | 3     | 0     | 3     | 2      | 6      | 0.333  | 127  | 152  | 0.836 |

| 7 de agosto 10:00 Relatório Arquivado | Larissa – Talita BRA | 2–0         | RUS Birlova – Ukolova | Arena Copacabana, Rio de Janeiro Árbitro(s): ESP José Padrón USA Daniel Apol |
| 7 de agosto 10:00 Relatório Arquivado | 21                   | Set 1 Set 2 | 14 16                 | Arena Copacabana, Rio de Janeiro Árbitro(s): ESP José Padrón USA Daniel Apol |

| 7 de agosto 11:00 Relatório Arquivado | Brzostek – Kołosińska POL | 2–1               | USA Fendrick – Sweat | Arena Copacabana, Rio de Janeiro Árbitro(s): PUR Carlos Rivera ITA Davide Crescentini |
| 7 de agosto 11:00 Relatório Arquivado | 14 21 15                  | Set 1 Set 2 Set 3 | 21 13 7              | Arena Copacabana, Rio de Janeiro Árbitro(s): PUR Carlos Rivera ITA Davide Crescentini |

| 9 de agosto 13:00 Relatório Arquivado | Brzostek – Kołosińska POL | 2–0         | RUS Birlova – Ukolova | Arena Copacabana, Rio de Janeiro Árbitro(s): ITA Davide Crescentini ESP José Padrón |
| 9 de agosto 13:00 Relatório Arquivado | 21                        | Set 1 Set 2 | 19 18                 | Arena Copacabana, Rio de Janeiro Árbitro(s): ITA Davide Crescentini ESP José Padrón |

| 9 de agosto 16:40 Relatório Arquivado | Larissa – Talita BRA | 2–0         | USA Fendrick – Sweat | Arena Copacabana, Rio de Janeiro Árbitro(s): GRE Charalampos Papadogoulas CAN Lucie Guillemette |
| 9 de agosto 16:40 Relatório Arquivado | 21                   | Set 1 Set 2 | 16 13                | Arena Copacabana, Rio de Janeiro Árbitro(s): GRE Charalampos Papadogoulas CAN Lucie Guillemette |

| 11 de agosto 10:00 Relatório Arquivado | Larissa – Talita BRA | 2–0         | POL Brzostek – Kołosińska | Arena Copacabana, Rio de Janeiro Árbitro(s): JPN Mariko Satomi PUR Carlos Rivera |
| 11 de agosto 10:00 Relatório Arquivado | 21                   | Set 1 Set 2 | 10 15                     | Arena Copacabana, Rio de Janeiro Árbitro(s): JPN Mariko Satomi PUR Carlos Rivera |

| 11 de agosto 15:30 Relatório Arquivado | Fendrick – Sweat USA | 1–2               | RUS Birlova – Ukolova | Arena Copacabana, Rio de Janeiro Árbitro(s): CHN Wang Lijun CAN Lucie Guillemette |
| 11 de agosto 15:30 Relatório Arquivado | 18 26 13             | Set 1 Set 2 Set 3 | 21 24 15              | Arena Copacabana, Rio de Janeiro Árbitro(s): CHN Wang Lijun CAN Lucie Guillemette |

### Grupo B
|     |                          |     | Jogos | Jogos | Jogos | Pontos | Pontos | Pontos | Sets | Sets | Sets  |
| Pos | Equipe                   | Pts | T     | V     | D     | V      | P      | R      | V    | P    | R     |
| --- | ------------------------ | --- | ----- | ----- | ----- | ------ | ------ | ------ | ---- | ---- | ----- |
| 1   | ESP Elsa – Liliana       | 6   | 3     | 3     | 0     | 6      | 0      | MAX    | 127  | 101  | 1.257 |
| 2   | BRA Ágatha – Bárbara     | 5   | 3     | 2     | 1     | 4      | 3      | 1.333  | 134  | 120  | 1.117 |
| 3   | CZE Hermannová – Sluková | 4   | 3     | 1     | 2     | 3      | 5      | 0.600  | 132  | 145  | 0.910 |
| 4   | ARG Gallay – Klug        | 3   | 3     | 0     | 3     | 1      | 6      | 0.167  | 106  | 133  | 0.797 |

| 6 de agosto 13:00 Relatório Arquivado | Elsa – Liliana ESP | 2–0         | ARG Gallay – Klug | Arena Copacabana, Rio de Janeiro Árbitro(s): GRE Charalampos Papadogoulas SUI Jonas Personeni |
| 6 de agosto 13:00 Relatório Arquivado | 21                 | Set 1 Set 2 | 11 19             | Arena Copacabana, Rio de Janeiro Árbitro(s): GRE Charalampos Papadogoulas SUI Jonas Personeni |

| 6 de agosto 15:30 Relatório Arquivado | Ágatha – Bárbara BRA | 2–1               | CZE Hermannová – Sluková | Arena Copacabana, Rio de Janeiro Árbitro(s): USA Daniel Apol COL Juan Saavedra |
| 6 de agosto 15:30 Relatório Arquivado | 19 21 15             | Set 1 Set 2 Set 3 | 21 17 11                 | Arena Copacabana, Rio de Janeiro Árbitro(s): USA Daniel Apol COL Juan Saavedra |

| 8 de agosto 11:20 Relatório Arquivado | Ágatha – Bárbara BRA | 2–0         | ARG Gallay – Klug | Arena Copacabana, Rio de Janeiro Árbitro(s): CHN Wang Lijun GRE Charalampos Papadogoulas |
| 8 de agosto 11:20 Relatório Arquivado | 21                   | Set 1 Set 2 | 11 17             | Arena Copacabana, Rio de Janeiro Árbitro(s): CHN Wang Lijun GRE Charalampos Papadogoulas |

| 8 de agosto 22:15 Relatório Arquivado | Elsa – Liliana ESP | 2–0         | CZE Hermannová – Sluková | Arena Copacabana, Rio de Janeiro Árbitro(s): CHN Wang Lijun CAN Lucie Guillemette |
| 8 de agosto 22:15 Relatório Arquivado | 21                 | Set 1 Set 2 | 15 19                    | Arena Copacabana, Rio de Janeiro Árbitro(s): CHN Wang Lijun CAN Lucie Guillemette |

| 10 de agosto 17:30 Relatório Arquivado | Ágatha – Bárbara BRA | 0–2         | ESP Elsa – Liliana | Arena Copacabana, Rio de Janeiro Árbitro(s): PUR Carlos Rivera JPN Mariko Satomi |
| 10 de agosto 17:30 Relatório Arquivado | 17 20                | Set 1 Set 2 | 21 22              | Arena Copacabana, Rio de Janeiro Árbitro(s): PUR Carlos Rivera JPN Mariko Satomi |

| 10 de agosto 22:20 Relatório Arquivado | Gallay – Klug ARG | 1–2               | CZE Hermannová – Sluková | Arena Copacabana, Rio de Janeiro Árbitro(s): RSA Giovanni Bake CAN Lucie Guillemette |
| 10 de agosto 22:20 Relatório Arquivado | 21 19 8           | Set 1 Set 2 Set 3 | 13 21 15                 | Arena Copacabana, Rio de Janeiro Árbitro(s): RSA Giovanni Bake CAN Lucie Guillemette |

### Grupo C
|     |                               |     | Jogos | Jogos | Jogos | Pontos | Pontos | Pontos | Sets | Sets | Sets  |
| Pos | Equipe                        | Pts | T     | V     | D     | V      | P      | R      | V    | P    | R     |
| --- | ----------------------------- | --- | ----- | ----- | ----- | ------ | ------ | ------ | ---- | ---- | ----- |
| 1   | USA Ross – Walsh Jennings     | 6   | 3     | 3     | 0     | 6      | 1      | 6.000  | 142  | 101  | 1.406 |
| 2   | CHN Wang – Yue                | 5   | 3     | 2     | 1     | 4      | 3      | 1.333  | 124  | 123  | 1.008 |
| 3   | SUI Forrer – Vergé-Dépré      | 4   | 3     | 1     | 2     | 4      | 5      | 0.800  | 165  | 171  | 0.965 |
| 4   | AUS Artacho del Solar – Laird | 3   | 3     | 0     | 3     | 1      | 6      | 0.167  | 109  | 145  | 0.752 |

| 6 de agosto 23:10 Relatório Arquivado | Forrer – Vergé-Dépré SUI | 1–2               | CHN Wang – Yue | Arena Copacabana, Rio de Janeiro Árbitro(s): CAN Lucie Guillemette ARG Osvaldo Sumavil |
| 6 de agosto 23:10 Relatório Arquivado | 22 21 12                 | Set 1 Set 2 Set 3 | 24 18 15       | Arena Copacabana, Rio de Janeiro Árbitro(s): CAN Lucie Guillemette ARG Osvaldo Sumavil |

| 8 de agosto 00:35 Relatório Arquivado | Ross – Walsh Jennings USA | 2–0         | AUS Artacho del Solar – Laird | Arena Copacabana, Rio de Janeiro Árbitro(s): CHN Wang Lijun GRE Charalampos Papadogoulas |
| 8 de agosto 00:35 Relatório Arquivado | 21                        | Set 1 Set 2 | 14 13                         | Arena Copacabana, Rio de Janeiro Árbitro(s): CHN Wang Lijun GRE Charalampos Papadogoulas |

| 8 de agosto 10:00 Relatório Arquivado | Forrer – Vergé-Dépré SUI | 2–1               | AUS Artacho del Solar – Laird | Arena Copacabana, Rio de Janeiro Árbitro(s): ARG Osvaldo Sumavil RSA Giovanni Bake |
| 8 de agosto 10:00 Relatório Arquivado | 19 21                    | Set 1 Set 2 Set 3 | 21 16 19                      | Arena Copacabana, Rio de Janeiro Árbitro(s): ARG Osvaldo Sumavil RSA Giovanni Bake |

| 10 de agosto 00:00 Relatório Arquivado | Ross – Walsh Jennings USA | 2–0         | CHN Wang – Yue | Arena Copacabana, Rio de Janeiro Árbitro(s): GRE Charalampos Papadogoulas CAN Lucie Guillemette |
| 10 de agosto 00:00 Relatório Arquivado | 21                        | Set 1 Set 2 | 16 9           | Arena Copacabana, Rio de Janeiro Árbitro(s): GRE Charalampos Papadogoulas CAN Lucie Guillemette |

| 10 de agosto 13:35 Relatório Arquivado | Wang – Yue CHN | 2–0         | AUS Artacho del Solar – Laird | Arena Copacabana, Rio de Janeiro Árbitro(s): ARG Osvaldo Sumavil CAN Lucie Guillemette |
| 10 de agosto 13:35 Relatório Arquivado | 21             | Set 1 Set 2 | 16 11                         | Arena Copacabana, Rio de Janeiro Árbitro(s): ARG Osvaldo Sumavil CAN Lucie Guillemette |

| 10 de agosto 21:00 Relatório Arquivado | Ross – Walsh Jennings USA | 2–1               | SUI Forrer – Vergé-Dépré | Arena Copacabana, Rio de Janeiro Árbitro(s): RUS Roman Pristovakin ARG Osvaldo Sumavil |
| 10 de agosto 21:00 Relatório Arquivado | 21 22 15                  | Set 1 Set 2 Set 3 | 13 24 12                 | Arena Copacabana, Rio de Janeiro Árbitro(s): RUS Roman Pristovakin ARG Osvaldo Sumavil |

### Grupo D
|     |                          |     | Jogos | Jogos | Jogos | Pontos | Pontos | Pontos | Sets | Sets | Sets  |
| Pos | Equipe                   | Pts | T     | V     | D     | V      | P      | R      | V    | P    | R     |
| --- | ------------------------ | --- | ----- | ----- | ----- | ------ | ------ | ------ | ---- | ---- | ----- |
| 1   | GER Ludwig – Walkenhorst | 6   | 3     | 3     | 0     | 6      | 1      | 6.000  | 138  | 103  | 1.340 |
| 2   | CAN Broder – Valjas      | 5   | 3     | 2     | 1     | 4      | 3      | 1.333  | 121  | 118  | 1.025 |
| 3   | ITA Menegatti – Giombini | 4   | 3     | 1     | 2     | 4      | 4      | 1.000  | 138  | 128  | 1.078 |
| 4   | EGY Elghobashy – Nada    | 3   | 3     | 0     | 3     | 0      | 6      | 0.000  | 78   | 126  | 0.619 |

| 7 de agosto 18:45 Relatório Arquivado | Ludwig – Walkenhorst GER | 2–0         | EGY Elghobashy – Nada | Arena Copacabana, Rio de Janeiro Árbitro(s): CAN Lucie Guillemette BRA Mário Ferro |
| 7 de agosto 18:45 Relatório Arquivado | 21                       | Set 1 Set 2 | 12 15                 | Arena Copacabana, Rio de Janeiro Árbitro(s): CAN Lucie Guillemette BRA Mário Ferro |

| 7 de agosto 22:00 Relatório Arquivado | Menegatti – Giombini ITA | 1–2               | CAN Broder – Valjas | Arena Copacabana, Rio de Janeiro Árbitro(s): PUR Carlos Rivera THA Kritsada Panaseri |
| 7 de agosto 22:00 Relatório Arquivado | 21 18 9                  | Set 1 Set 2 Set 3 | 15 21 15            | Arena Copacabana, Rio de Janeiro Árbitro(s): PUR Carlos Rivera THA Kritsada Panaseri |

| 9 de agosto 12:10 Relatório Arquivado | Menegatti – Giombini ITA | 2–0         | EGY Elghobashy – Nada | Arena Copacabana, Rio de Janeiro Árbitro(s): THA Kritsada Panaseri PUR Carlos Rivera |
| 9 de agosto 12:10 Relatório Arquivado | 21                       | Set 1 Set 2 | 10 13                 | Arena Copacabana, Rio de Janeiro Árbitro(s): THA Kritsada Panaseri PUR Carlos Rivera |

| 9 de agosto 18:35 Relatório Arquivado | Ludwig – Walkenhorst GER | 2–0         | CAN Broder – Valjas | Arena Copacabana, Rio de Janeiro Árbitro(s): BRA Mário Ferro CHN Wang Lijun |
| 9 de agosto 18:35 Relatório Arquivado | 21                       | Set 1 Set 2 | 17 11               | Arena Copacabana, Rio de Janeiro Árbitro(s): BRA Mário Ferro CHN Wang Lijun |

| 11 de agosto 15:30 Relatório Arquivado | Broder – Valjas CAN | 2–0         | EGY Elghobashy – Nada | Arena Copacabana, Rio de Janeiro Árbitro(s): THA Kritsada Panaseri JPN Mariko Satomi |
| 11 de agosto 15:30 Relatório Arquivado | 21                  | Set 1 Set 2 | 12 16                 | Arena Copacabana, Rio de Janeiro Árbitro(s): THA Kritsada Panaseri JPN Mariko Satomi |

| 11 de agosto 21:00 Relatório Arquivado | Ludwig – Walkenhorst GER | 2–1               | ITA Menegatti – Giombini | Arena Copacabana, Rio de Janeiro Árbitro(s): ESP José Padrón JPN Mariko Satomi |
| 11 de agosto 21:00 Relatório Arquivado | 21 18 15                 | Set 1 Set 2 Set 3 | 18 21 9                  | Arena Copacabana, Rio de Janeiro Árbitro(s): ESP José Padrón JPN Mariko Satomi |

### Grupo E
|     |                                |     | Jogos | Jogos | Jogos | Pontos | Pontos | Pontos | Sets | Sets | Sets  |
| Pos | Equipe                         | Pts | T     | V     | D     | V      | P      | R      | V    | P    | R     |
| --- | ------------------------------ | --- | ----- | ----- | ----- | ------ | ------ | ------ | ---- | ---- | ----- |
| 1   | CAN Bansley – Pavan            | 6   | 3     | 3     | 0     | 6      | 0      | MAX    | 126  | 102  | 1.235 |
| 2   | SUI Heidrich – Zumkehr         | 5   | 3     | 2     | 1     | 4      | 3      | 1.333  | 131  | 110  | 1.191 |
| 3   | GER Borger – Büthe             | 4   | 3     | 1     | 2     | 2      | 4      | 0.500  | 104  | 117  | 0.889 |
| 4   | NED Van der Vlist – Van Gestel | 3   | 3     | 0     | 3     | 1      | 6      | 0.167  | 105  | 137  | 0.766 |

| 7 de agosto 15:30 Relatório Arquivado | Bansley – Pavan CAN | 2–0         | NED Van der Vlist – Van Gestel | Arena Copacabana, Rio de Janeiro Árbitro(s): ARG Osvaldo Sumavil GRE Charalampos Papadogoulas |
| 7 de agosto 15:30 Relatório Arquivado | 21                  | Set 1 Set 2 | 15 17                          | Arena Copacabana, Rio de Janeiro Árbitro(s): ARG Osvaldo Sumavil GRE Charalampos Papadogoulas |

| 7 de agosto 21:00 Relatório Arquivado | Borger – Büthe GER | 0–2         | SUI Heidrich – Zumkehr | Arena Copacabana, Rio de Janeiro Árbitro(s): COL Juan Saavedra ESP José Padrón |
| 7 de agosto 21:00 Relatório Arquivado | 12 16              | Set 1 Set 2 | 21                     | Arena Copacabana, Rio de Janeiro Árbitro(s): COL Juan Saavedra ESP José Padrón |

| 9 de agosto 21:00 Relatório Arquivado | Borger – Büthe GER | 2–0         | NED Van der Vlist – Van Gestel | Arena Copacabana, Rio de Janeiro Árbitro(s): PUR Carlos Rivera USA Daniel Apol |
| 9 de agosto 21:00 Relatório Arquivado | 21                 | Set 1 Set 2 | 19 14                          | Arena Copacabana, Rio de Janeiro Árbitro(s): PUR Carlos Rivera USA Daniel Apol |

| 11 de agosto 00:00 Relatório Arquivado | Bansley – Pavan CAN | 2–0         | SUI Heidrich – Zumkehr | Arena Copacabana, Rio de Janeiro Árbitro(s): BRA Elizir Oliveira ITA Davide Crescentini |
| 11 de agosto 00:00 Relatório Arquivado | 21                  | Set 1 Set 2 | 18 18                  | Arena Copacabana, Rio de Janeiro Árbitro(s): BRA Elizir Oliveira ITA Davide Crescentini |

| 11 de agosto 19:05 Relatório Arquivado | Heidrich – Zumkehr SUI | 2–1               | NED Van der Vlist – Van Gestel | Arena Copacabana, Rio de Janeiro Árbitro(s): ARG Osvaldo Sumavil RUS Roman Pristovakin |
| 11 de agosto 19:05 Relatório Arquivado | 17 21 15               | Set 1 Set 2 Set 3 | 21 11 8                        | Arena Copacabana, Rio de Janeiro Árbitro(s): ARG Osvaldo Sumavil RUS Roman Pristovakin |

| 11 de agosto 22:10 Relatório Arquivado | Bansley – Pavan CAN | 2–0         | GER Borger – Büther | Arena Copacabana, Rio de Janeiro Árbitro(s): USA Daniel Apol BRA Elzir Oliveira |
| 11 de agosto 22:10 Relatório Arquivado | 21                  | Set 1 Set 2 | 19 15               | Arena Copacabana, Rio de Janeiro Árbitro(s): USA Daniel Apol BRA Elzir Oliveira |

### Grupo F
|     |                            |     | Jogos | Jogos | Jogos | Pontos | Pontos | Pontos | Sets | Sets | Sets  |
| Pos | Equipe                     | Pts | T     | V     | D     | V      | P      | R      | V    | P    | R     |
| --- | -------------------------- | --- | ----- | ----- | ----- | ------ | ------ | ------ | ---- | ---- | ----- |
| 1   | AUS Bawden – Clancy        | 6   | 3     | 3     | 0     | 6      | 1      | 6.000  | 145  | 102  | 1.422 |
| 2   | NED Meppelink – Van Iersel | 5   | 3     | 2     | 1     | 5      | 2      | 2.500  | 144  | 121  | 1.190 |
| 3   | VEN Agudo – Pazo           | 4   | 3     | 1     | 2     | 2      | 4      | 0.500  | 93   | 119  | 0.782 |
| 4   | CRC Alfaro – C. Charles    | 3   | 3     | 0     | 3     | 0      | 6      | 0.000  | 96   | 126  | 0.762 |

| 6 de agosto 12:00 Relatório Arquivado | Bawden – Clancy AUS | 2–0         | CRC Alfaro – C. Charles | Arena Copacabana, Rio de Janeiro Árbitro(s): RSA Giovanni Bake CAN Lucie Guillemette |
| 6 de agosto 12:00 Relatório Arquivado | 21                  | Set 1 Set 2 | 15 14                   | Arena Copacabana, Rio de Janeiro Árbitro(s): RSA Giovanni Bake CAN Lucie Guillemette |

| 6 de agosto 18:30 Relatório Arquivado | Meppelink – Van Iersel NED | 2–0         | VEN Agudo – Pazo | Arena Copacabana, Rio de Janeiro Árbitro(s): THA Kritsada Panaseri ITA Davide Crescentini |
| 6 de agosto 18:30 Relatório Arquivado | 21                         | Set 1 Set 2 | 17 11            | Arena Copacabana, Rio de Janeiro Árbitro(s): THA Kritsada Panaseri ITA Davide Crescentini |

| 8 de agosto 17:40 Relatório Arquivado | Meppelink – Van Iersel NED | 2–0         | CRC Alfaro – C. Charles | Arena Copacabana, Rio de Janeiro Árbitro(s): JPN Mariko Satomi THA Kritsada Panaseri |
| 8 de agosto 17:40 Relatório Arquivado | 21                         | Set 1 Set 2 | 16 16                   | Arena Copacabana, Rio de Janeiro Árbitro(s): JPN Mariko Satomi THA Kritsada Panaseri |

| 8 de agosto 23:10 Relatório Arquivado | Bawden – Clancy AUS | 2–0         | VEN Agudo – Pazo | Arena Copacabana, Rio de Janeiro Árbitro(s): RSA Giovanni Bake RUS Roman Pristovakin |
| 8 de agosto 23:10 Relatório Arquivado | 21                  | Set 1 Set 2 | 9 14             | Arena Copacabana, Rio de Janeiro Árbitro(s): RSA Giovanni Bake RUS Roman Pristovakin |

| 10 de agosto 10:00 Relatório Arquivado | Meppelink – Van Iersel NED | 1–2               | AUS Bawden – Clancy | Arena Copacabana, Rio de Janeiro Árbitro(s): BRA Mário Ferro RUS Roman Pristovakin |
| 10 de agosto 10:00 Relatório Arquivado | 25 21 14                   | Set 1 Set 2 Set 3 | 27 18 16            | Arena Copacabana, Rio de Janeiro Árbitro(s): BRA Mário Ferro RUS Roman Pristovakin |

| 10 de agosto 18:30 Relatório Arquivado | Alfaro – C. Charles CRC | 0–2         | VEN Agudo – Pazo | Arena Copacabana, Rio de Janeiro Árbitro(s): THA Kritsada Panaseri USA Daniel Apol |
| 10 de agosto 18:30 Relatório Arquivado | 16 19                   | Set 1 Set 2 | 21               | Arena Copacabana, Rio de Janeiro Árbitro(s): THA Kritsada Panaseri USA Daniel Apol |

### Play-offs
Das seis duplas que finalizaram a fase de grupos em terceiro lugar, duas se classificaram diretamente as oitavas de final. As quatro restantes disputaram essa fase a fim de determinar as outras duas duplas classificadas.
|     |                          |     | Jogos | Jogos | Jogos | Pontos | Pontos | Pontos | Sets | Sets | Sets  |
| Pos | Equipe                   | Pts | T     | V     | D     | V      | P      | R      | V    | P    | R     |
| --- | ------------------------ | --- | ----- | ----- | ----- | ------ | ------ | ------ | ---- | ---- | ----- |
| 1   | ITA Menegatti – Giombini | 4   | 3     | 1     | 2     | 4      | 4      | 1.000  | 138  | 128  | 1.078 |
| 2   | SUI Forrer – Vergé-Dépré | 4   | 3     | 1     | 2     | 4      | 5      | 0.800  | 165  | 171  | 0.965 |
| 3   | CZE Hermannová – Sluková | 4   | 3     | 1     | 2     | 3      | 5      | 0.600  | 132  | 145  | 0.910 |
| 4   | GER Borger – Büthe       | 4   | 3     | 1     | 2     | 2      | 4      | 0.500  | 104  | 117  | 0.889 |
| 5   | VEN Agudo – Pazo         | 4   | 3     | 1     | 2     | 2      | 4      | 0.500  | 93   | 119  | 0.782 |
| 6   | RUS Birlova – Ukolova    | 4   | 3     | 1     | 2     | 2      | 5      | 0.400  | 126  | 141  | 0.894 |

| 12 de agosto 00:05 Relatório Arquivado | Hermannová – Sluková CZE | 1 – 2             | RUS Birlova – Ukolova | Arena Copacabana, Rio de Janeiro Árbitro(s): BRA Mário Ferro CAN Lucie Guillemette |
| 12 de agosto 00:05 Relatório Arquivado | 19 21 10                 | Set 1 Set 2 Set 3 | 21 12 15              | Arena Copacabana, Rio de Janeiro Árbitro(s): BRA Mário Ferro CAN Lucie Guillemette |

| 12 de agosto 00:05 Relatório Arquivado | Borger – Büthe GER | 2 – 0       | VEN Agudo – Pazo | Arena Copacabana, Rio de Janeiro Árbitro(s): BRA Elzir Oliveira JPN Mariko Satomi |
| 12 de agosto 00:05 Relatório Arquivado | 21                 | Set 1 Set 2 | 13 8             | Arena Copacabana, Rio de Janeiro Árbitro(s): BRA Elzir Oliveira JPN Mariko Satomi |

## Fase final
Na fase final, as duplas jogaram em formato a eliminar a cada encontro, num máximo de mais quatro para quem chegou à disputa das medalhas.
|  | Oitavas de final           | Oitavas de final         |                           |   | Quartas de final          | Quartas de final    |              |              | Semifinais | Semifinais |  |  | Final | Final |
|  |                            |                          |                           |   |                           |                     |              |              |            |            |  |  |       |       |
|  | 12 de agosto               |                          |                           |   |                           |                     |              |              |            |            |  |  |       |       |
|  |                            |                          |                           |   |                           |                     |              |              |            |            |  |  |       |       |
|  | BRA Larissa – Talita       | 2                        |                           |   |                           |                     |              |              |            |            |  |  |       |       |
|  | BRA Larissa – Talita       | 2                        | 14 de agosto              |   |                           |                     |              |              |            |            |  |  |       |       |
|  | GER Borger – Büthe         | 0                        |                           |   |                           |                     |              |              |            |            |  |  |       |       |
|  | GER Borger – Büthe         | 0                        | BRA Larissa – Talita      | 2 |                           |                     |              |              |            |            |  |  |       |       |
|  | 13 de agosto               |                          | BRA Larissa – Talita      | 2 |                           |                     |              |              |            |            |  |  |       |       |
|  |                            | SUI Heidrich – Zumkehr   | 1                         |   |                           |                     |              |              |            |            |  |  |       |       |
|  | NED Meppelink – Van Iersel | SUI Heidrich – Zumkehr   | 1                         | 1 |                           |                     |              |              |            |            |  |  |       |       |
|  | NED Meppelink – Van Iersel |                          | 16 de agosto              | 1 |                           |                     |              |              |            |            |  |  |       |       |
|  | SUI Heidrich – Zumkehr     | 2                        |                           |   |                           |                     |              |              |            |            |  |  |       |       |
|  | SUI Heidrich – Zumkehr     | 2                        | BRA Larissa – Talita      | 0 |                           |                     |              |              |            |            |  |  |       |       |
|  | 13 de agosto               |                          | BRA Larissa – Talita      | 0 |                           |                     |              |              |            |            |  |  |       |       |
|  |                            | GER Ludwig – Walkenhorst | 2                         |   |                           |                     |              |              |            |            |  |  |       |       |
|  | CAN Pavan – Bansley        | GER Ludwig – Walkenhorst | 2                         | 2 |                           |                     |              |              |            |            |  |  |       |       |
|  | CAN Pavan – Bansley        | 14 de agosto             |                           | 2 |                           |                     |              |              |            |            |  |  |       |       |
|  | CAN Broder – Valjas        | 0                        |                           |   |                           |                     |              |              |            |            |  |  |       |       |
|  | CAN Broder – Valjas        | 0                        | CAN Pavan – Bansley       | 0 |                           |                     |              |              |            |            |  |  |       |       |
|  | 13 de agosto               |                          | CAN Pavan – Bansley       | 0 |                           |                     |              |              |            |            |  |  |       |       |
|  |                            | GER Ludwig – Walkenhorst | 2                         |   |                           |                     |              |              |            |            |  |  |       |       |
|  | SUI Forrer – Vergé-Dépré   | GER Ludwig – Walkenhorst | 2                         | 0 |                           |                     |              |              |            |            |  |  |       |       |
|  | SUI Forrer – Vergé-Dépré   |                          | 17 de agosto              | 0 |                           |                     |              |              |            |            |  |  |       |       |
|  | GER Ludwig – Walkenhorst   | 2                        |                           |   |                           |                     |              |              |            |            |  |  |       |       |
|  | GER Ludwig – Walkenhorst   | 2                        | GER Ludwig – Walkenhorst  | 2 |                           |                     |              |              |            |            |  |  |       |       |
|  | 12 de agosto               |                          | GER Ludwig – Walkenhorst  | 2 |                           |                     |              |              |            |            |  |  |       |       |
|  |                            | BRA Ágatha – Bárbara     | 0                         |   |                           |                     |              |              |            |            |  |  |       |       |
|  | USA Ross – Walsh Jennings  | BRA Ágatha – Bárbara     | 0                         | 2 |                           |                     |              |              |            |            |  |  |       |       |
|  | USA Ross – Walsh Jennings  | 14 de agosto             |                           | 2 |                           |                     |              |              |            |            |  |  |       |       |
|  | ITA Menegatti – Giombini   | 0                        |                           |   |                           |                     |              |              |            |            |  |  |       |       |
|  | ITA Menegatti – Giombini   | 0                        | USA Ross – Walsh Jennings | 2 |                           |                     |              |              |            |            |  |  |       |       |
|  | 13 de agosto               |                          | USA Ross – Walsh Jennings | 2 |                           |                     |              |              |            |            |  |  |       |       |
|  |                            | AUS Bawden – Clancy      | 0                         |   |                           |                     |              |              |            |            |  |  |       |       |
|  | POL Brzostek – Kołosińska  | AUS Bawden – Clancy      | 0                         | 1 |                           |                     |              |              |            |            |  |  |       |       |
|  | POL Brzostek – Kołosińska  |                          | 16 de agosto              | 1 |                           |                     |              |              |            |            |  |  |       |       |
|  | AUS Bawden – Clancy        | 2                        |                           |   |                           |                     |              |              |            |            |  |  |       |       |
|  | AUS Bawden – Clancy        | 2                        | USA Ross – Walsh Jennings | 0 |                           |                     |              |              |            |            |  |  |       |       |
|  | 12 de agosto               |                          | USA Ross – Walsh Jennings | 0 |                           |                     |              |              |            |            |  |  |       |       |
|  |                            | BRA Ágatha – Bárbara     | 2                         |   | Disputa pelo bronze       | Disputa pelo bronze |              |              |            |            |  |  |       |       |
|  | CHN Wang – Yue             | BRA Ágatha – Bárbara     | 2                         | 0 | Disputa pelo bronze       | Disputa pelo bronze |              |              |            |            |  |  |       |       |
|  | CHN Wang – Yue             | 14 de agosto             | 14 de agosto              | 0 |                           |                     | 17 de agosto | 17 de agosto |            |            |  |  |       |       |
|  | BRA Ágatha – Bárbara       | 14 de agosto             | 14 de agosto              | 2 |                           |                     | 17 de agosto | 17 de agosto |            |            |  |  |       |       |
|  | BRA Ágatha – Bárbara       | BRA Ágatha – Bárbara     | 2                         | 2 | BRA Larissa – Talita      | 1                   |              |              |            |            |  |  |       |       |
|  | 12 de agosto               | BRA Ágatha – Bárbara     | 2                         |   | BRA Larissa – Talita      | 1                   |              |              |            |            |  |  |       |       |
|  |                            | RUS Birlova – Ukolova    | 0                         |   | USA Ross – Walsh Jennings | 2                   |              |              |            |            |  |  |       |       |
|  | RUS Birlova – Ukolova      | RUS Birlova – Ukolova    | 0                         | 2 | USA Ross – Walsh Jennings | 2                   |              |              |            |            |  |  |       |       |
|  | RUS Birlova – Ukolova      |                          |                           | 2 |                           |                     |              |              |            |            |  |  |       |       |
|  | ESP Elsa – Liliana         | 0                        |                           |   |                           |                     |              |              |            |            |  |  |       |       |
|  | ESP Elsa – Liliana         | 0                        |                           |   |                           |                     |              |              |            |            |  |  |       |       |

### Oitavas de final
| 12 de agosto 11:00 Relatório Arquivado | Wang – Yue CHN | 0–2         | BRA Ágatha – Bárbara | Arena Copacabana, Rio de Janeiro Árbitro(s): PUR Carlos Rivera ARG Osvaldo Sumavil |
| 12 de agosto 11:00 Relatório Arquivado | 12 16          | Set 1 Set 2 | 21                   | Arena Copacabana, Rio de Janeiro Árbitro(s): PUR Carlos Rivera ARG Osvaldo Sumavil |

| 12 de agosto 16:00 Relatório Arquivado | Larissa – Talita BRA | 2–0         | GER Borger – Büthe | Arena Copacabana, Rio de Janeiro Árbitro(s): ITA Davide Crescentini CAN Lucie Guillemette |
| 12 de agosto 16:00 Relatório Arquivado | 21                   | Set 1 Set 2 | 17 19              | Arena Copacabana, Rio de Janeiro Árbitro(s): ITA Davide Crescentini CAN Lucie Guillemette |

| 12 de agosto 19:00 Relatório Arquivado | Birlova – Ukolova RUS | 2–0         | ESP Elsa – Liliana | Arena Copacabana, Rio de Janeiro Árbitro(s): BRA Elzir Oliveira RSA Giovanni Bake |
| 12 de agosto 19:00 Relatório Arquivado | 23 24                 | Set 1 Set 2 | 21 22              | Arena Copacabana, Rio de Janeiro Árbitro(s): BRA Elzir Oliveira RSA Giovanni Bake |

| 13 de agosto 00:00 Relatório Arquivado | Ross – Walsh Jennings USA | 2–0         | ITA Menegatti – Giombini | Arena Copacabana, Rio de Janeiro Árbitro(s): JPN Mariko Satomi THA Kritsada Panaseri |
| 13 de agosto 00:00 Relatório Arquivado | 21                        | Set 1 Set 2 | 10 16                    | Arena Copacabana, Rio de Janeiro Árbitro(s): JPN Mariko Satomi THA Kritsada Panaseri |

| 13 de agosto 12:00 Relatório Arquivado | Bansley – Pavan CAN | 2–0         | CAN Broder – Valjas | Arena Copacabana, Rio de Janeiro Árbitro(s): BRA Elzir Oliveira RSA Giovanni Bake |
| 13 de agosto 12:00 Relatório Arquivado | 21                  | Set 1 Set 2 | 16 11               | Arena Copacabana, Rio de Janeiro Árbitro(s): BRA Elzir Oliveira RSA Giovanni Bake |

| 13 de agosto 15:00 Relatório Arquivado | Forrer – Vergé-Dépré SUI | 0–2         | GER Ludwig – Walkenhorst | Arena Copacabana, Rio de Janeiro Árbitro(s): CAN Lucie Guillemette JPN Mariko Satomi |
| 13 de agosto 15:00 Relatório Arquivado | 19 10                    | Set 1 Set 2 | 21                       | Arena Copacabana, Rio de Janeiro Árbitro(s): CAN Lucie Guillemette JPN Mariko Satomi |

| 13 de agosto 20:00 Relatório Arquivado | Meppelink – Van Iersel NED | 1–2               | SUI Heidrich – Zumkehr | Arena Copacabana, Rio de Janeiro Árbitro(s): BRA Mário Ferro PUR Carlos Rivera |
| 13 de agosto 20:00 Relatório Arquivado | 21 13 10                   | Set 1 Set 2 Set 3 | 19 21 15               | Arena Copacabana, Rio de Janeiro Árbitro(s): BRA Mário Ferro PUR Carlos Rivera |

| 13 de agosto 23:00 Relatório Arquivado | Brzostek – Kołosińska POL | 1–2               | AUS Bawden – Clancy | Arena Copacabana, Rio de Janeiro Árbitro(s): ARG Osvaldo Sumavil USA Daniel Apol |
| 13 de agosto 23:00 Relatório Arquivado | 21 16 11                  | Set 1 Set 2 Set 3 | 15 21 15            | Arena Copacabana, Rio de Janeiro Árbitro(s): ARG Osvaldo Sumavil USA Daniel Apol |

### Quartas de final
| 14 de agosto 17:00 Relatório Arquivado | Larissa – Talita BRA | 2–1               | SUI Heidrich – Zumkehr | Arena Copacabana, Rio de Janeiro Árbitro(s): RUS Roman Pristovakin JPN Mariko Satomi |
| 14 de agosto 17:00 Relatório Arquivado | 21 27 15             | Set 1 Set 2 Set 3 | 23 25 13               | Arena Copacabana, Rio de Janeiro Árbitro(s): RUS Roman Pristovakin JPN Mariko Satomi |

| 14 de agosto 16:00 Relatório Arquivado | Pavan – Bansley CAN | 0–2         | GER Ludwig – Walkenhorst | Arena Copacabana, Rio de Janeiro Árbitro(s): CHN Wang Lijun BRA Mário Ferro |
| 14 de agosto 16:00 Relatório Arquivado | 14                  | Set 1 Set 2 | 21                       | Arena Copacabana, Rio de Janeiro Árbitro(s): CHN Wang Lijun BRA Mário Ferro |

| 14 de agosto 23:00 Relatório Arquivado | Ágatha – Bárbara BRA | 2–0         | RUS Birlova – Ukolova | Arena Copacabana, Rio de Janeiro Árbitro(s): ITA Davide Crescentini COL Juan Saavedra |
| 14 de agosto 23:00 Relatório Arquivado | 23 21                | Set 1 Set 2 | 21 16                 | Arena Copacabana, Rio de Janeiro Árbitro(s): ITA Davide Crescentini COL Juan Saavedra |

| 15 de agosto 00:00 Relatório Arquivado | Ross – Walsh Jennings USA | 2–0         | AUS Bawden – Clancy | Arena Copacabana, Rio de Janeiro Árbitro(s): BRA Elzir Oliveira ARG Osvaldo Sumavil |
| 15 de agosto 00:00 Relatório Arquivado | 21                        | Set 1 Set 2 | 14 16               | Arena Copacabana, Rio de Janeiro Árbitro(s): BRA Elzir Oliveira ARG Osvaldo Sumavil |

### Semifinais
| 16 de agosto 16:00 Relatório Arquivado | Larissa – Talita BRA | 0–2         | GER Ludwig – Walkenhorst | Arena Copacabana, Rio de Janeiro Árbitro(s): USA Daniel Apol ESP José Padrón |
| 16 de agosto 16:00 Relatório Arquivado | 18 12                | Set 1 Set 2 | 21                       | Arena Copacabana, Rio de Janeiro Árbitro(s): USA Daniel Apol ESP José Padrón |

| 17 de agosto 00:10 Relatório Arquivado | Ross – Walsh Jennings USA | 0–2         | BRA Ágatha – Bárbara | Arena Copacabana, Rio de Janeiro Árbitro(s): COL Juan Saavedra CHN Wang Lijun |
| 17 de agosto 00:10 Relatório Arquivado | 20 18                     | Set 1 Set 2 | 22 21                | Arena Copacabana, Rio de Janeiro Árbitro(s): COL Juan Saavedra CHN Wang Lijun |

### Disputa pelo bronze
| 17 de agosto 22:00 Relatório Arquivado | Larissa – Talita BRA | 1–2               | USA Ross – Walsh Jennings | Arena Copacabana, Rio de Janeiro Árbitro(s): GRE Charalampos Papadogoulas CHN Wang Lijun |
| 17 de agosto 22:00 Relatório Arquivado | 21 17 9              | Set 1 Set 2 Set 3 | 17 21 15                  | Arena Copacabana, Rio de Janeiro Árbitro(s): GRE Charalampos Papadogoulas CHN Wang Lijun |

### Final
| 18 de agosto 00:00 Relatório Arquivado | Ludwig – Walkenhorst GER | 2–0         | BRA Ágatha – Bárbara | Arena Copacabana, Rio de Janeiro Árbitro(s): ESP José Padrón RUS Roman Pristovakin |
| 18 de agosto 00:00 Relatório Arquivado | 21                       | Set 1 Set 2 | 18 14                | Arena Copacabana, Rio de Janeiro Árbitro(s): ESP José Padrón RUS Roman Pristovakin |

## Classificação final

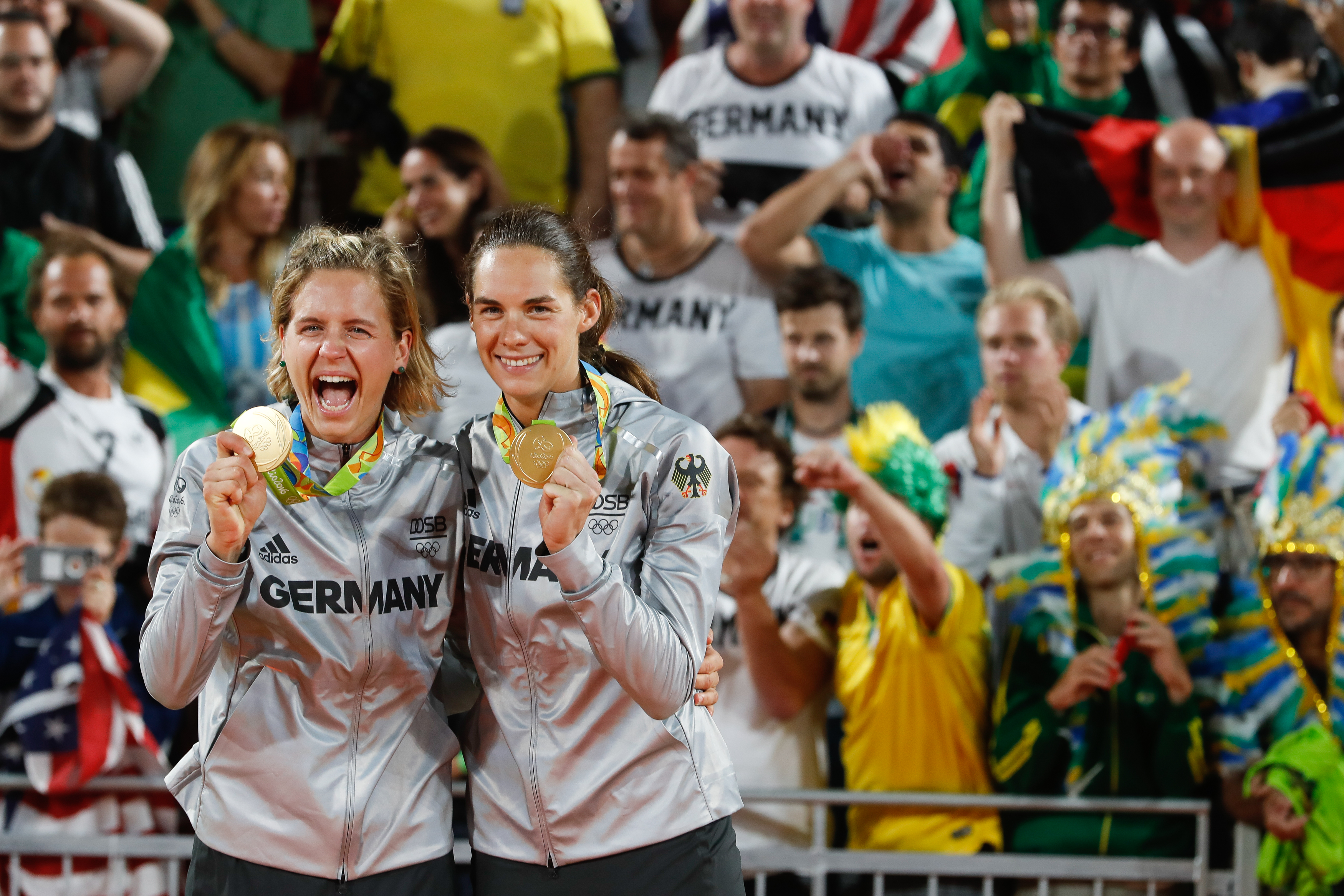
Laura Ludwig e Kira Walkenhorst conquistaram a medalha de ouro para a Alemanha.

Esta foi a classificação final oficial.
| Pos.              | Dupla                          | Cabeça de chave |
| ----------------- | ------------------------------ | --------------- |
| Medalha de ouro   | GER Ludwig – Walkenhorst       | 4               |
| Medalha de prata  | BRA Ágatha – Bárbara           | 2               |
| Medalha de bronze | USA Ross – Walsh Jennings      | 3               |
| 4                 | BRA Larissa – Talita           | 1               |
| 5                 | CAN Bansley – Pavan            | 5               |
| 5                 | AUS Bawden – Clancy            | 7               |
| 5                 | SUI Heidrich – Zumkehr         | 17              |
| 5                 | RUS Birlova – Ukolova          | 24              |
| 9                 | NED Meppelink – Van Iersel     | 6               |
| 9                 | GER Borger – Büthe             | 7               |
| 9                 | ITA Menegatti – Giombini       | 9               |
| 9                 | SUI Forrer – Vergé-Dépré       | 10              |
| 9                 | ESP Elsa – Liliana             | 11              |
| 9                 | POL Brzostek – Kołosińska      | 12              |
| 9                 | CHN Wang – Yue                 | 15              |
| 9                 | CAN Broder – Valjas            | 16              |
| 17                | VEN Agudo – Pazo               | 19              |
| 17                | CZE Hermannová – Sluková       | 23              |
| 19                | USA Fendrick – Sweat           | 13              |
| 19                | ARG Gallay – Klug              | 14              |
| 19                | CRC Alfaro – Cope Charles      | 18              |
| 19                | NED Van der Vlist – Van Gestel | 20              |
| 19                | EGY Elghobashy – Nada          | 21              |
| 19                | AUS Artacho del Solar – Laird  | 22              |